# Dr. Sarphatihuis
Het Dr. Sarphatihuis is een naar de 19e-eeuwse Amsterdamse arts  Samuel Sarphati vernoemd verpleeghuis aan de Roetersstraat in Amsterdam-Centrum. Het pand is sinds 23 september 1970 een rijksmonument en staat ingeschreven onder nummer 4983. Het Dr. Sarphatihuis ligt naast het voormalige verpleeghuis Wittenberg.

## Geschiedenis
Het pand werd ontworpen door Abraham van der Hart, directeur der stadswerken, in opdracht van de toenmalige burgemeester Joachim Rendorp. Het Spinhuis en het Rasphuis zouden verplaatst worden naar dit pand. Op 5 januari 1779 werd de opdracht gegeven tot de bouw en in de tweede helft van 1782 werd het gebouw in gebruik genomen.
Het pand werd van 1782 voor verschillende doeleinden gebruikt. Lodewijk Napoleon wilde in 1809 zelfs het huis omdopen tot Paleis der Kunsten, maar zag daar later toch van af. In 1822 werd het huis omgedoopt tot Werkhuis en kreeg de oude functie terug, namelijk om onder andere bedelaars en landlopers aan het werk te zetten tegen betaling. Het behield deze functie tot omstreeks 1870.
Rond 1870 werd het huis omgedoopt tot Stedelijk armenhuis, waar ongeneeslijk zieke ouderen tijdelijk verpleegd werden en waar 'idioten' werden opgenomen. In 1933 werd de naam wederom veranderd door de gemeenteraad in Gemeentelijk Verzorgingshuis voor Ouden van Dagen. Het was verplicht om te werken tijdens het verblijf in het huis. Wanneer er veel zieken waren, kon het aantal gehuisveste mensen oplopen tot 1000 man.
In 1952 werd het huis verbouwd tot echt bejaardentehuis en werd onder andere centrale verwarming aangelegd. In 1971 werd een grootschaliger verbouwing gedaan, waarbij de bewoners werden verhuisd naar het nieuw gebouwde Flevohuis. Deze verbouwing werd afgerond in 1978. Sindsdien draagt het gebouw de naam Dr. Sarphatihuis. Toentertijd bood het gebouw plaats aan iets meer dan 300 bewoners, wat in de loop van de tijd is afgebouwd tot ongeveer 220. Bekende bewoners waren Henny Alma, Jan Pieter Glerum, Ramses Shaffy en Frans Pointl.

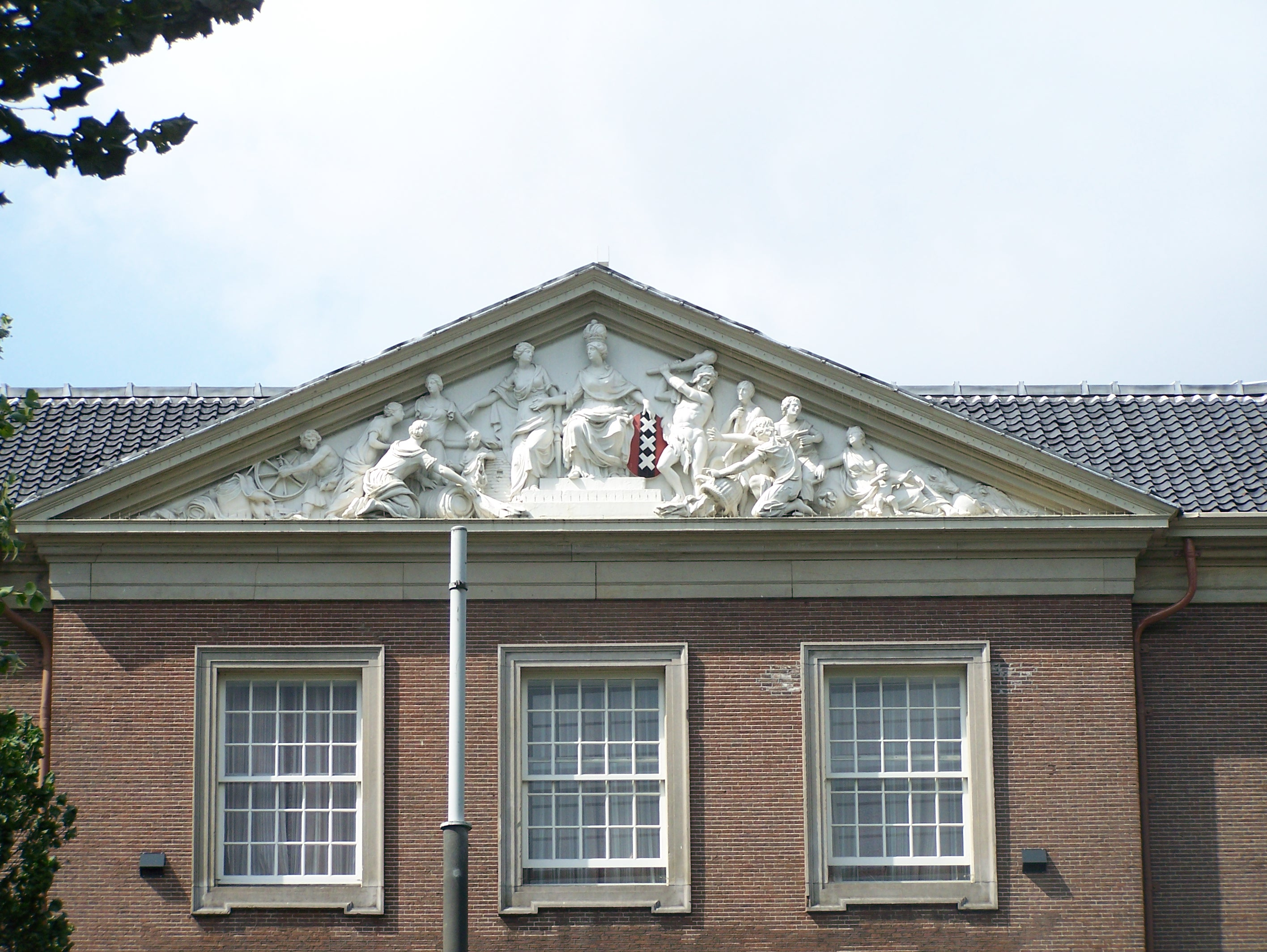
Bioscoopjournaal uit december 1971. Verhuizing van bejaarden van het Sarphatihuis aan de Roetersstraat te Amsterdam naar het nieuw complex Flevohuis bij de Schellingwouderbrug.
- Fronton van het Sarphatihuis